# Эйнтри (трасса)
«Эйнтри» (англ. Aintree Motor Racing Circuit) — трасса, расположенная в городе Эйнтри, недалеко от Ливерпуля (Мерсисайд, Великобритания). Открыта в 1953 году. Больше известна, как трасса для скачек. В 1955-1962 годах использовалась для проведения гонок в классе Формулы-1 Гран-при Великобритании.

## Победители Гран-при Великобритании на трассе «Эйнтри»
# — порядковый номер среди всех Гран-при Великобритании (проходивших в разные годы на разных трассах), входивших в чемпионат мира Формулы-1.
| Год  | #  | Пилот                      | Команда       | Круги      | Время     | Отчёт |
| ---- | -- | -------------------------- | ------------- | ---------- | --------- | ----- |
| 1955 | 6  | Стирлинг Мосс              | Mercedes      | 90         | 3:07:21,2 | Отчёт |
| 1957 | 8  | Стирлинг Мосс / Тони Брукс | Vanwall       | 90 (62+28) | 3:06:37,8 | Отчёт |
| 1959 | 10 | Джек Брэбем                | Cooper-Climax | 75         | 2:30:11,6 | Отчёт |
| 1961 | 12 | Вольфганг фон Трипс        | Ferrari       | 75         | 2:40:53,6 | Отчёт |
| 1962 | 13 | Джим Кларк                 | Lotus-Climax  | 75         | 2:26:20,8 | Отчёт |